# 王國之心 358/2天
《王國之心 358/2天》（讀為「王國之心 3-5-8天除2」（Kingdom Hearts Three-five-eight Days over Two））是由史克威爾艾尼克斯開發的任天堂DS遊戲，王國之心系列新計劃之一。遊戲以洛克薩斯為主角，敘述他於索拉進入沈睡狀態後，即《王國之心 記憶之鍊》後的故事，從洛克薩斯的誕生至到被里克打敗並帶到數碼化的黃昏之鎮。遊戲將會是全3D，分為單人遊戲及多人遊戲，於東京電玩展2007上公開，2009年5月30日在日本發售。

## 遊戲畫面
《358/2天》的遊戲方式是與系列之前作品相似的單人動作角色扮演遊戲，分為單人遊戲及多人遊戲，在東京電玩展2007上的說明會中簡單介紹多人遊戲會有AI控制的拍檔。從遊戲片段中，可控制有洛克薩斯及其他XIII機關的成員。

## 簡介
《358/2天》是《王國之心 I》後至《王國之心 II》前之間的故事，將會說明洛克薩斯還在XIII機關時沒有提及的事，把XIII機關生活的洛克薩斯和成員們的生活展示出來，說明機關的活動和目的，並讓玩家以洛克薩斯的角度體驗他的一生，了解與亞克塞爾之間的關係。當中更有前作《王國之心 II》未曾提及的第14位成員。而當中智者安森、里克和娜米妮如何恢復索拉記憶的過程亦會提及。

### 人物
與王國之心系列一樣，《358/2天》會加入許多迪士尼的人物，登場的人物有洛克薩斯、亞克塞爾、國王陛下、XIII機關成員及一位新的XIII機關成員。

#### XIII機關
- 傑姆那斯（Xemnas） No.1[1]
  - 虛無的支配者
  - XIII機關中最強的成員，亦是機關的領導人。最少顯露真面目。他是智者安森（Ansem the Wise）的大徒弟賽亞諾特（Xehanort）捨棄心後的無形者。名字是將老師名字加上X形成，平時說話及動作非常誇張，只是為了表現出感情而故意做出來。而大弟子賽亞諾特則是泰拉（Terra）的肉體和賽亞諾特大師的心的合成的。
  - 屬性：無
  - 武器：虛無之劍
- 席格巴爾（Xigbar） No.2
  - 魔彈的射手
  - 機關中有敏銳的觀察力。天生喜歡戰鬥，性格冷血，性格非常輕浮。戰鬥時，絲毫不會手下留情。原名布萊格（Braig）。機關初期成員，擁有自由穿越空間的力量，獨眼和傷痕是他的特徵，他還經常監視其他成員。
  - 屬性：空間
  - 武器：雙槍
- 薩爾丁（Xaldin） No.3
  - 旋風的六槍
  - 擁有旋風六槍，操控風的機關成員。原名迪蘭（Dilan）。機關初期成員，擁有操縱狂風的能力，不僅戰鬥力強，口才也非常出色，能夠用斷定的口氣追探對方心底，並扭曲他人的內心。
  - 屬性：風
  - 武器：6枝雙頭長矛
- 維克森（Vexen） No.4 
  - 冰凍的學士
  - 一名科學家，通過實驗體的資料來製造複製品，對心的研究有興趣。原名伊文（Even）。機關初期成員，擁有控制冰的力量，他經常通過巨盾來收集敵人的數據，對機關內部順位很看重，經常擺出前輩的架子和前輩的口吻來說話。
  - 屬性：冰
  - 武器：藍盾
- 雷克賽斯（Lexaeus）No.5
  - 寂靜的豪傑
  - 組織的忠實成員，武力解決的人。原名艾雷伍斯（Elaeus）。機關初期成員，擁有控制土的力量，他非常嚴肅，很少說話，以行動來表達自己的意思，但做事卻非常沉著冷靜，會冷靜的觀察和分析事態。
  - 屬性：土
  - 武器：鋼斧
- 傑克西恩（Zexion）No.6
  - 影之策士
  - 孤僻的成員。原名言佐（Ienzo）。機關初期成員，擁有控制幻象的力量，他是一位頭腦清晰的策士，為了策略成功不惜犧牲和利用自己的同伴，甚至可以迷惑敵人自己滅亡。
  - 屬性：幻
  - 武器：魔法書
- 賽克斯（Saix、歐美：Saïx） No.7
  - 月舞之魔人
  - 沉默寡言，力量強大，雙重性格的人。原名 艾薩（Isa）。在機關裡擔任到官，負責委派任務和分派工作，他身上看不到有任何感情的表情，非常熟悉傷害人心的方法。他能夠吸收月亮光輝並爆發出驚人的力量。與里亞曾是夥伴的關係,加入機關的目的是尋找某位被智者安森實驗的少女。
  - 屬性：月
  - 武器：大劍
- 亞克賽爾（Axel） No.8
  - 炎之烈風
  - 機關中最開朗的成員，與洛克薩斯、希恩是朋友，是王國之心 358/2天中主要角色之一。原名里亞（Lea）。在機關裡負責培養新人和處決背叛者。能夠控制火的力量，使用飛輪作攻擊，看起來非常隨便，雖然沒有心，但與洛克薩斯、希恩在一起時，感到了快樂。與艾薩曾是夥伴的關係,加入機關的目的是尋找某位被智者安森實驗的少女。
  - 屬性：炎
  - 武器：火輪
- 迪米克斯（Demyx） No.9
  - 小夜曲的旋律
  - 性格輕佻的結他手。組織中最弱的成員。能夠使用結他來控制水的力量，平常非常懶散，即使在任務中也不會認真，但這些只是為了給人留下不稱定印象的表現而已。
  - 屬性：水
  - 武器：錫塔爾琴
- 路克梭德（Luxord） No.10
  - 命運的賭徒
  - 戰略家和賭徒，認為策略像遊戲。喜歡打牌的成員。擁有控制時間的力量，平常給人一種紳子的感覺，但其實只是個任何事都靠賭的賭徒，能够制作出特有的賭上性命的戰鬥舞台，很容易就會落入他的陷阱。
  - 屬性：時
  - 武器：撲克牌
- 馬路夏（Marluxia） No.11
  - 優雅的凶刀
  - 野心家。機關的新人，忘卻之城的負責人，實力非常強勁，戰鬥時也是揮舞著鐮刀，控制花之力進行優雅且凶險的攻擊。原名是拉利亞姆(Rariamu,ラーリアム ),古代的鑰刃使者,似乎失去鑰刃大戰時的記憶,為了某個目的加入機關。
  - 屬性：花
  - 武器：鐮刀
- 拉克希妮（Larxene） No.12
  - 非情的妖姬
  - 第一位女性成員，冷酷無情。擁有控制雷的能力，與馬路夏一起負責管理忘卻之城，性格過度自信，以居高臨下的態度對待他人，以傷害他人為樂，經常以匕首配合雷電高速的攻擊。原名是艾爾雷娜(Elrena,エルレナ),加入機關的原因是為了陪伴拉利亞姆。
  - 屬性：雷
  - 武器：匕首
- 洛克薩斯（Roxas） No.13
  - 邂逅之鍵
  - 索拉變成無心者時，在黃昏鎮產生的無形者。由於他繼承了索拉的能力，所以他成為XⅢ機關中唯一被鑰刃選中的人。新加入機關的成員，握有鑰刀，是王國之心358/2天中主要角色之一，後來因對自身的存在感到懷疑和找回希恩而離開機關。
  - 屬性：光（暗）
  - 武器：鑰刀
- 希恩（Xion） No.14
  - 最新加入機關的女性成員，為第14位成員，握有鑰刀，是王國之心358/2天中主要角色之一，後來發現自己的身世決定順從XIII機關目的，變成怪物後被洛克薩斯殺掉,回到索拉心中。
  - 屬性：光
  - 武器：鑰刀

## 情況
《358/2天》是與《夢中降生》及《編碼》一起在2007年9月20日於東京電玩展公開的王國之心系列新計劃，在東京電玩展中史克威爾艾尼克斯的“Closed Mega Theater”上播放一段40分鐘宣傳片。監製野村哲也於2007年初公開會製作與之前不同的掌上型遊戲機遊戲。

## 外部連結
- 王國之心 358/2天 官方網站 （页面存档备份，存于）
- 王國之心系列 官方網站（页面存档备份，存于）
- 王國之心系列新計劃新聞稿 （页面存档备份，存于）